# Bengt Erik Andersson
Bengt Erik Andersson (Lund, 12 de janeiro de 1923) é um fisiologista sueco.
Recebeu a Medalha de Ouro Pio XI de 1962.